# 哈伦 (艾奥瓦州)
哈伦（Harlan）是美国艾奥瓦州谢尔比县的城市，是谢尔比县的县城。美国2010年人口普查时人口为5,106人。

## 历史
哈兰在1858年被规划。它以爱荷华州早期美国参议员之一詹姆斯·哈伦命名。 哈伦于1859年被定为县城。该城镇于1879年5月2日成立。